# Contopus latirostris
Contopus latirostris е вид птица от семейство Tyrannidae.

## Разпространение
Видът е разпространен в Антигуа и Барбуда, Барбадос, Доминика, Гваделупа, Мартиника, Монсерат, Пуерто Рико, Сейнт Китс и Невис, Сейнт Лусия и Сейнт Винсент и Гренадини.